# Django
Django (Джанго) e софтуерна рамка за създаване на уеб-приложения на програмния език Python (Пайтън). Системата е свободен софтуер, разработван от доброволци под егидата на регистрираната в САЩ Django Software Foundation. Базира се на шаблона Model-View-Template (Модел-Изглед-Шаблон).
Основното предназначение на Джанго е улесняване създаването на сложни уеб-системи, почти винаги включващи бази данни. Джанго предлага гъвкав ORM за моделиране и завършен административен интерфейс за управление на съдържанието.
Джанго се използва от Pinterest, Instagram, Mozilla, The Washington Times, Disqus, Bitbucket.